# Ô-de-Selle
Ô-de-Selle est une commune française située dans le département de la Somme, en région Hauts-de-France
Constituée sous le statut de commune nouvelle, elle résulte de la fusion — le 1er janvier 2019 — des communes de Lœuilly, Neuville-lès-Lœuilly et Tilloy-lès-Conty.

## Géographie

### Localisation
Ô-de-Selle est un bourg picard de l'Amiénois.
Limitrophe de Conty, la commune est située à 16 km au sud-ouest d'Amiens et à 37 km au nord-est de Beauvais, à vol d'oiseau.
Le territoire de la commune est limitrophe de ceux de huit communes.
Les communes limitrophes sont  Bosquel, Conty, Essertaux, Fossemanant, Namps-Maisnil, Nampty, Oresmaux, Prouzel et Saint-Sauflieu.

### Hydrographie

#### Réseau hydrographique

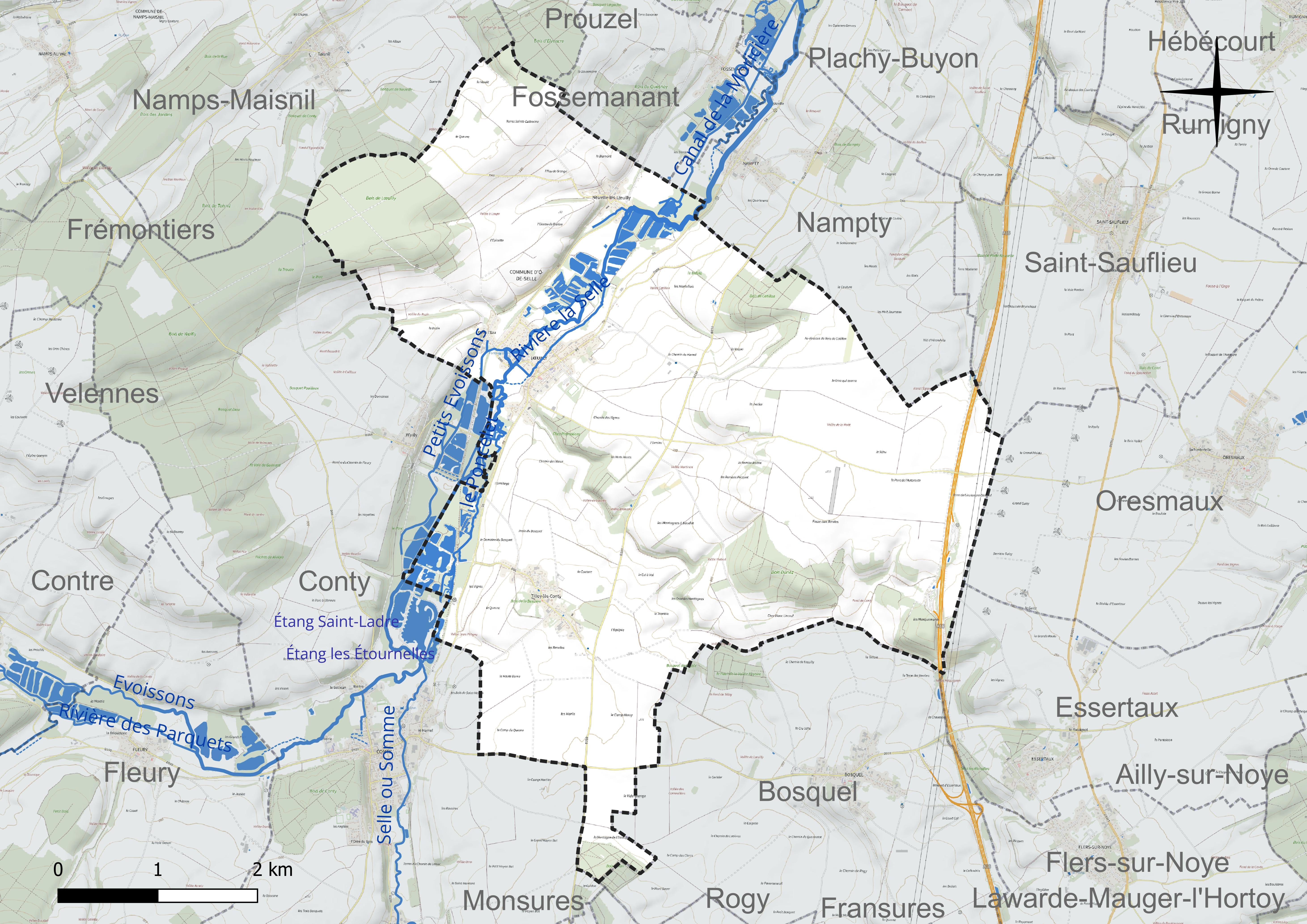
Réseau hydrographique d'Ô-de-Selle.

La commune est située dans le bassin Artois-Picardie. 
Elle est drainée par la Selle ou Somme, les Petits Évoissons, le canal de Lamoricière, la rivière la Selle, le ruisseau le poncelet et divers autres petits cours d'eau.
La Selle, d'une longueur de 39 km, prend sa source dans la commune de Catheux et se jette  dans la Somme canalisée à Amiens, après avoir traversé 16 communes.
Un plan d'eau complète le réseau hydrographique : l'étang les étournelles, d'une superficie totale de 2,5 ha (0,9 ha sur la commune),.
L'ensemble est entouré d'importantes zones humide.
La Selle est une rivière appréciée des pêcheurs de truite.

#### Gestion et qualité des eaux
Le territoire communal est couvert par le schéma d'aménagement et de gestion des eaux (SAGE) « Somme aval et Cours d'eau côtiers ». Ce document de planification concerne un territoire de 1 835 km2 de superficie, délimité par le bassin versant de la Somme canalisée. Le périmètre a été arrêté le 29 avril 2010 et le SAGE proprement dit a été approuvé le 6 août 2019. La structure porteuse de l'élaboration et de la mise en œuvre est le syndicat mixte d'aménagement hydraulique du bassin versant de la Somme (AMEVA).
La qualité des cours d'eau peut être consultée sur un site dédié géré par les agences de l'eau et l'Agence française pour la biodiversité.

### Climat
Pour des articles plus généraux, voir Climat des Hauts-de-France et Climat de la Somme.
En 2010, le climat de la commune est de type climat océanique dégradé des plaines du Centre et du Nord, selon une étude du CNRS s'appuyant sur une série de données couvrant la période 1971-2000. En 2020, Météo-France publie une typologie des climats de la France métropolitaine dans laquelle la commune est exposée à un climat océanique et est dans la région climatique Nord-est du bassin Parisien, caractérisée par un ensoleillement médiocre, une pluviométrie moyenne régulièrement répartie au cours de l'année et un hiver froid (3 °C).
Pour la période 1971-2000, la température annuelle moyenne est de 10,6 °C, avec une amplitude thermique annuelle de 14,4 °C. Le cumul annuel moyen de précipitations est de 673 mm, avec 11,5 jours de précipitations en janvier et 8,1 jours en juillet. Pour la période 1991-2020, la température moyenne annuelle observée sur la station météorologique la plus proche, située sur la commune de Rouvroy-les-Merles à 19 km à vol d'oiseau, est de 10,7 °C et le cumul annuel moyen de précipitations est de 647,9 mm,. Pour l'avenir, les paramètres climatiques de la commune estimés pour 2050 selon différents scénarios d'émission de gaz à effet de serre sont consultables sur un site dédié publié par Météo-France en novembre 2022.

## Urbanisme

### Typologie
Au 1er janvier 2024, Ô-de-Selle est catégorisée bourg rural, selon la nouvelle grille communale de densité à sept niveaux définie par l'Insee en 2022.
Elle est située hors unité urbaine. Par ailleurs la commune fait partie de l'aire d'attraction d'Amiens, dont elle est une commune de la couronne,. Cette aire, qui regroupe 369 communes, est catégorisée dans les aires de 200 000 à moins de 700 000 habitants,.

### Occupation des sols

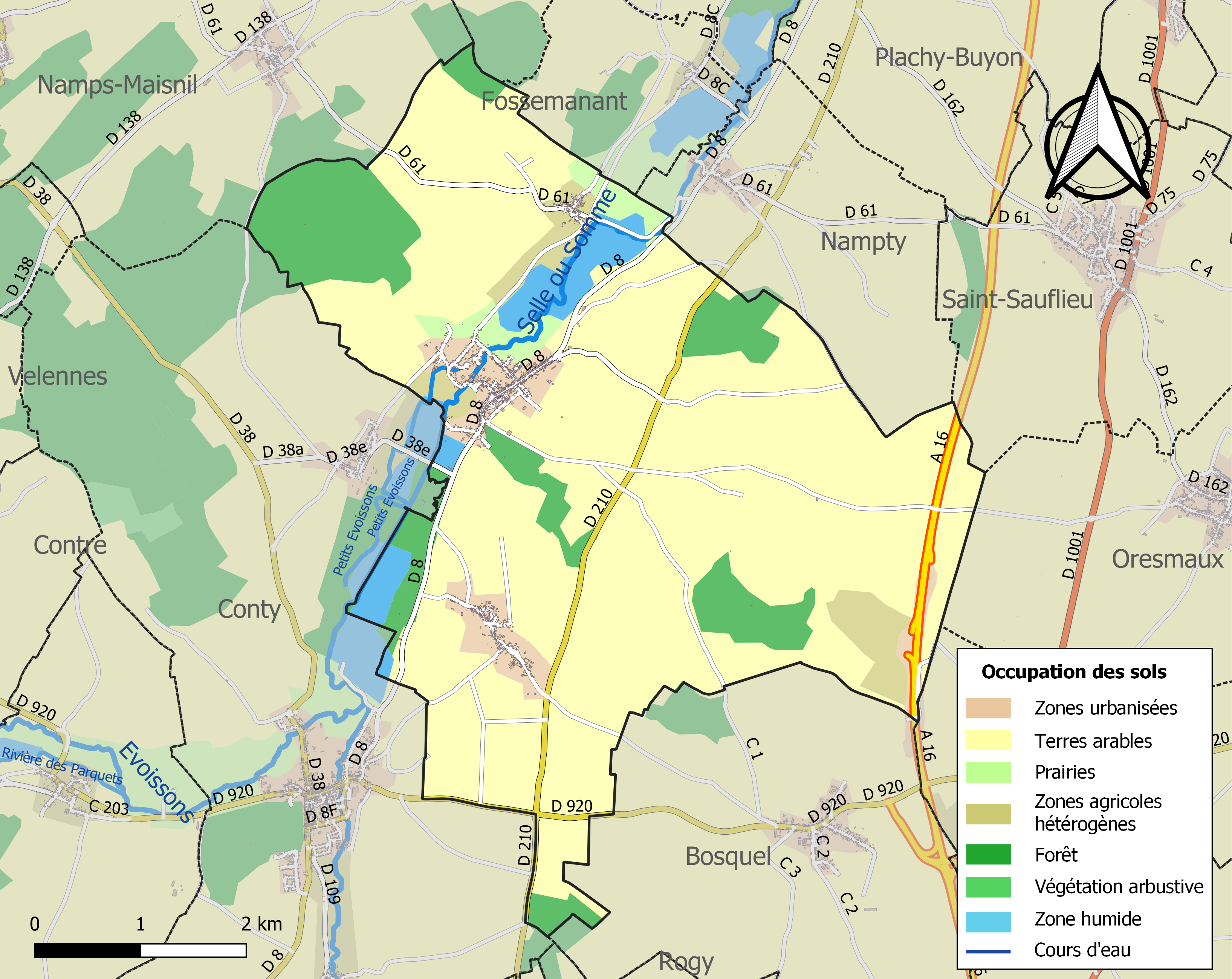
Carte des infrastructures et de l'occupation des sols de la commune en 2018 (CLC).

## Toponymie
Ô est issu du toponyme de l'ancienne commune Lœuilly. La carte IGN mentionne, encore aujourd'hui l'O euilly en deux mots.
La Selle ou Celle est une rivière de la région Hauts-de-France, dans les départements de l'Oise et de la Somme, affluent, en rive gauche, de la Somme, qui draine les trois anciennes communes.

## Histoire
Les communes de Loeuilly, Neuville-lès-Loeuilly, Nampty et Tilloy-lès-Conty envisagent en 2018 de fusionner le 1er janvier 2019 sous le régime des communes nouvelles, afin de mieux peser au sein de la communauté de communes Somme Sud Ouest, où, réunies, elles constitueraient la cinquième collectivité par leur population. Cette fusion permettrait une mutualisation des moyens et des dotations d'État majorées.
Nampty se retire ensuite de cette démarche,.
Plusieurs noms sont envisagés pour cette commune nouvelle : Vy-sur-Selle, Les Ô-de-Selle, Les Y-de-Selle et Sellevallée.
Après une réunion publique le 24 octobre à Loeuilly, les conseils municipaux ont demandé cette fusion au préfet le 15 novembre 2018.
La commune nouvelle de Ô-de-Selle est ainsi créée (sans Nampty) le 1er janvier 2019 par un arrêté préfectoral, et les anciennes communes sont devenues des communes déléguées.

## Politique et administration

### Rattachements administratifs et électoraux
Ô-de-Selle se trouve dans l'arrondissement d'Amiens du département de la Somme. Pour l'élection des députés, elle fait partie depuis 2012 de la quatrième circonscription de la Somme.
Elle est rattachée au canton d'Ailly-sur-Noye.

### Intercommunalité
Ô-de-Selle est membre de la communauté de communes Somme Sud-Ouest (CC2SO), où elle se substitue aux trois anciennes communes.

### Administration municipale
À compter des élections municipales de 2020, le conseil municipal de la commune nouvelle est constitué de 23 conseillers municipaux élus sur un scrutin de liste.

### Politique locale
Un recours a été formé contre les élections municipales de 2020 par Jean-Pierre Margry, tête de liste de la liste battue.
Le Tribunal administratif d'Amiens lui a donné raison et a annulé en octobre 2020 ces élections, jugeant que les listes électorales de la commune n'avaient pas été régulièrement mises à jour.  Des élections municipales sont organisées le 31 janvier 2021,, au terme desquelles Valérie Mouton est réélue maire,.

### Liste des maires
| Période       | Période                         | Identité       | Étiquette | Qualité |
| ------------- | ------------------------------- | -------------- | --------- | --- |
| janvier 2019, | En cours (au 26 septembre 2024) | Valérie Mouton | DVD       | Maire de l'ex-commune de Lœuilly (2011 → 2018) Réélue pour le mandat 2021-2026 après l'annulation des élections de 2020, |

### Communes déléguées
| Nom                  | Code Insee | Intercommunalité   | Superficie (km2) | Population (dernière pop. légale) | Densité (hab./km2) |
| -------------------- | ---------- | ------------------ | ---------------- | --------------------------------- | ------------------ |
| Lœuilly (siège)      | 80485      | CC Somme Sud-Ouest | 17,21            | 843 (2016)                        | 49                 |
| Neuville-lès-Lœuilly | 80594      | CC Somme Sud-Ouest | 3,17             | 126 (2016)                        | 40                 |
| Tilloy-lès-Conty     | 80761      | CC Somme Sud-Ouest | 6,34             | 253 (2016)                        | 40                 |

Les maires-délégués des communes-déléguées sont, pour la mandature 2021-2026 : Nicolas Portois,  maire-délégué de Tilloy-lès-Conty ; Cécilia Gillion, maire-déléguée de Lœuilly ;  David Montardier, maire-délégué de Neuville-lès-Loeuilly,.

## Population et société

### Démographie
| 1968 | 1975 | 1982  | 1990  | 1999  | 2010  | 2015  | 2021  |
| ---- | ---- | ----- | ----- | ----- | ----- | ----- | ----- |
| 913  | 924  | 1 132 | 1 155 | 1 139 | 1 235 | 1 233 | 1 159 |

### Sports et loisirs
- Base nautique de Lœuilly, qui a accueilli environ 18 000 visiteurs en 2023[34],[35].

- La coulée verte, dont la 9e édition a eu lieu en juin 2023[36]

- Terrain de camping, à côté de la base nautique[37]

### Vie associative
En 2023, la commune compte une vingtaine d'associations, dont trois de chasse, qui sont celles des anciennes communes et une association unique de pêche, l’AAPPMA de Lœuilly.

## Culture locale et patrimoine

### Lieux et monuments
- Les étangs servent de cadre à un sentier et une base nautique qui s'étend sur un site de 3,5 hectares pour le plan d'eau et sur 3,5 km de rivière[39].
- Le moulin de la Nation, sa machinerie est remise en marche à l'occasion des Journées du Patrimoine[40].
- Sentier nautique de la base nautique, le premier labellisé par la Fédération française de canoë-kayak (et labellisé Tourisme et handicap), aménagé en 2021. Il est jalonné de bornes avec QR codes permettant d'avoir des renseignements sur le patrimoine, l'environnement, la faune et la flore. Il permet d'accéder à diverses animations (vélo, javelot, course d'orientation, mais également paddle ou pédalo)[41],[42],[43].